# Béturie
La Béturie (en latin Baeturia) était un vaste territoire ancien de la péninsule ibérique, compris entre les cours moyen et inférieur des fleuves Guadiana – en latin Ana – et Guadalquivir – en latin Baetis –, qui depuis le deuxième âge du fer était habitée par deux peuples d'origines différentes, à l'ouest les Celtici (celtiques), indo-européens, et à l'est les Turduli (turduli), parents des Turdétans. Le territoire a été annexé par Rome au début du IIe siècle av. J.-C., et inclus dans la province Hispania Ulterior.
Avec la nouvelle répartition provinciale effectuée par l'empereur Auguste en 27 av. J.-C., l'ensemble de la Béturie était intégré dans la province sénatoriale de Bétique, bien qu'avec des dépendances administratives et judiciaires différentes : alors que les Celtes appartenaient à la juridiction d'Hispalis, les turdulos restaient sous la dépendance de celle de Corduba.
Selon la proposition d'Alicia M. Canto en 1991, achevée en 1995 et 1997, la division du territoire entre les deux villes était due aux diverses opérations minières dans lesquelles ils les peuples étaient experts : les Celtes en fer et les Turdules en argent et plomb.
À l'époque arabe, les deux territoires ont continué d'exister de manière distincte, les Celtes ont survécu dans les Firrís kûra et les Turdules dans les Fahs al-Ballut.
Actuellement, la Béturie celtique correspond principalement au sud-ouest de la province de Badajoz, s'étendant au Portugal jusqu'à Serpa et au Guadiana, qui en formait la limite occidentale, et une petite partie au nord de la province de Huelva. De son côté, la Béturie tururique correspond au sud-est de la province de Badajoz, au nord de la province de Cordoue et au sud-ouest de celle de Ciudad Real.